# 驼长蝽属
驼长蝽属（学名：Pachyphlegyas）为梭长蝽科的一个属。

## 下属物种
本属包括以下物种：
- 驼长蝽 Pachyphlegyas modigliani (Lethierry, 1889)